# Meryta

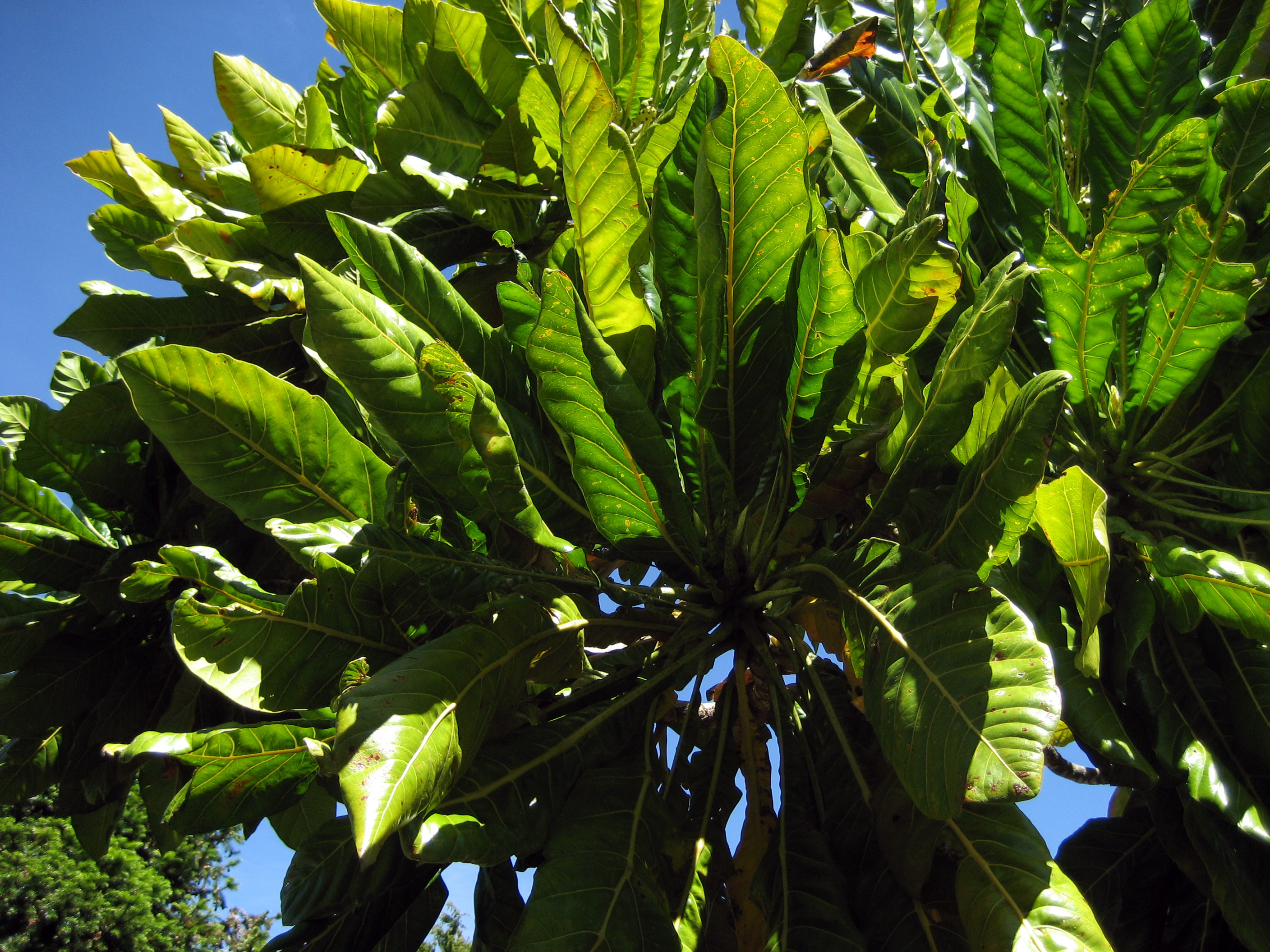
Meryta denhamii

Meryta es un género de plantas con flores perteneciente a la familia Araliaceae. Tiene 27 especies el género,  todos son pequeños árboles resinosos de la región tropical y subtropical del Océano Pacífico, caracterizados por sus enormes y simples hojas y su sistema sexual, una combinación única en  Araliaceae. Meryta tiene su centro de diversidad en Nueva Caledonia (11 especies endémicas). 
El cultivo de las especies de Meryta es posible en los climas tropical y subtropical.

## Taxonomía
El género fue descrito por  J.R.Forst. & G.Forst. y publicado en Charact. Gen. 60. 1775. La especie tipo es:  Meryta lanceolata

## Especies
| - Meryta angustifolia - Meryta balansae - Meryta brachypoda - Meryta capitata - Meryta choristantha - Meryta coriacea - Meryta denhamii - Meryta drakeana - Meryta lanceolata - Meryta latifolia - Meryta lucida - Meryta macrophylla - Meryta malietoa - Meryta mauluulu | - Meryta mauruensis - Meryta neoebudica - Meryta oxylaena - Meryta pachycarpa - Meryta pandanicarpa - Meryta pauciflora - Meryta raiateensis - Meryta salicifolia - Meryta schizolaena - Meryta senfftiana - Meryta sinclairii - Meryta sonchifolia - Meryta tenuifolia |